# Habsburg–Lotaringiai Lajos Viktor főherceg
Habsburg–Lotaringiai Lajos Viktor (ismert még mint Ausztriai Lajos Viktor főherceg, teljes nevén Lajos Viktor József Antal, németül: Ludwig Viktor von Österreich; Bécs, 1842. július 30. – Klessheim, 1919. január 18.), a Habsburg–Lotaringiai-házból származó osztrák főherceg, Ferenc Károly és Zsófia Friderika főhercegné legifjabb gyermeke, I. Ferenc József osztrák császár és magyar király legifjabb öccse. Homoszexualitása és nem mellesleg kicsapongó életvitele nyomán, már életében a „Luziwuzi” gúnynevet aggatták személyére, melyet baráti köre is használt.

## Élete

### Származása, testvérei, ifjúkora
Lajos Viktor főherceg 1842. május 15-én született Bécs közelében, a schönbrunni császári palotában.
Édesapja Habsburg–Lotaringiai Ferenc Károly főherceg (1802–1878) volt, II. Ferenc (1768–1835) német-római császárnak, magyar és cseh királynak (1804 után I. Ferenc néven osztrák császárnak) és a Bourbon-házból való Mária Terézia Karolina nápoly–szicíliai királyi hercegnőnek (1772–1807) második fia.
Édesanyja a Wittelsbach-házból való Zsófia Friderika bajor királyi hercegnő (1805–1872) volt, I. Miksa bajor királynak, és második feleségének, Karolina Friderika Vilma badeni hercegnőnek (1776–1841) leánya.
Lajos Viktor főherceg a család negyedik gyermekeként született. Felnőttkort megérő testvérei:
- Ferenc József főherceg (1830–1916), a későbbi I. Ferenc József osztrák császár és magyar király.
- Ferdinánd Miksa főherceg (1832–1867), a későbbi I. Miksa mexikói császár.
- Károly Lajos főherceg (1833–1896), Ferenc Ferdinándnak, a későbbi trónörökösnek apja.

Lajos Viktor későn jött gyermek volt, 12 évvel volt fiatalabb Ferenc Józsefnél. Ő lett a család fekete báránya. Egzaltált természetű, túlérzékeny, összeférhetetlen természetű fiatalember volt. Sem katonai, sem politikai képességeket nem mutatott, csak a művészetek iránt érdeklődött. Császári főherceghez méltatlan, botrányt keltő életvitele, homoszexuális viszonyai miatt később kitagadták az uralkodócsaládból.
Az 1848-as második bécsi forradalom idején a császári családdal együtt menekült Bécsből Innsbruckba, majd Olmützbe. Az akkor 6 éves gyerekről feljegyezték, hogy amikor halálra ítélt forradalmárokat látott, császári bátyját (sikertelenül) arra kérte, hogy bocsássa őket szabadon. Később végigjárta a Habsburg császári ház férfi tagjai számára hagyományosan előírt katonai pályát. Gyalogsági tábornokká (General der Infanterie) nevezték ki, ez a rang az altábornagy és a tábornagy közé esett. Kinevezték a 65. (magyarországi) ezred tulajdonosává. A nevét viselő ezred, a VII. hadtest hadrendjében becsülettel helytállt az 1859-es itáliai hadjáratban, természetesen a 17 éves főherceg részvétele nélkül.
1863-ban, amikor bátyja, Ferdinánd Miksa főherceg, III. Napóleon francia császár biztatására és támogatásával Mexikó császára lett, Lajos Viktor főhercegnek felajánlották, hogy legyen gyermektelen bátyjának örököse a mexikói császári trónon. Ehhez feleségül kellett volna vennie Brazília császárának leányát. Ő azonban határozottan visszautasította ezt a tervet. Teljesen hidegen hagyták a császári ház politikai tervei és spekulációi. A sors pikantériája, hogy ez a döntés lényegében megmentette az életét, hiszen Miksát később kivégezték.
Ehelyett javarészt műgyűjteményeivel, és paloták építésével foglalkozott. 21 éves korában, 1863-ban határozta el, hogy egy reprezentatív palotát építtet magának Bécs belvárosában. A tervezéssel és az építéssel Heinrich von Ferstel osztrák műépítészt (a bécsi Votivkirche építőjét) bízta meg, aki 1869-re olasz reneszánsz stílusban felépítette a palotát a Schubertring és a Schwarzenberg-tér (Schwarzenbergplatz) sarkán. A fényűzően díszített palotában a főherceg jelentős értékű műgyűjteményt halmozott fel, részben apja, Ferenc Károly főherceg műkincseiből, részben saját beszerzéseiből. A bécsi palotában nagy társasági eseményeket és zajos ünnepélyeket rendezett. Később egyre ritkábban tartózkodott Bécsben, és 1910-ben átadta a palotát a Hadtudományi Kaszinóegyletnek (Militärwissenschaftliches Casinoverein), amelynek a mai napig itt a székhelye, „Neustädter Offiziersverein” név alatt. A palota színpadát a bécsi Burgtheater is rendszeresen használja  (Burgtheater im Kasino).

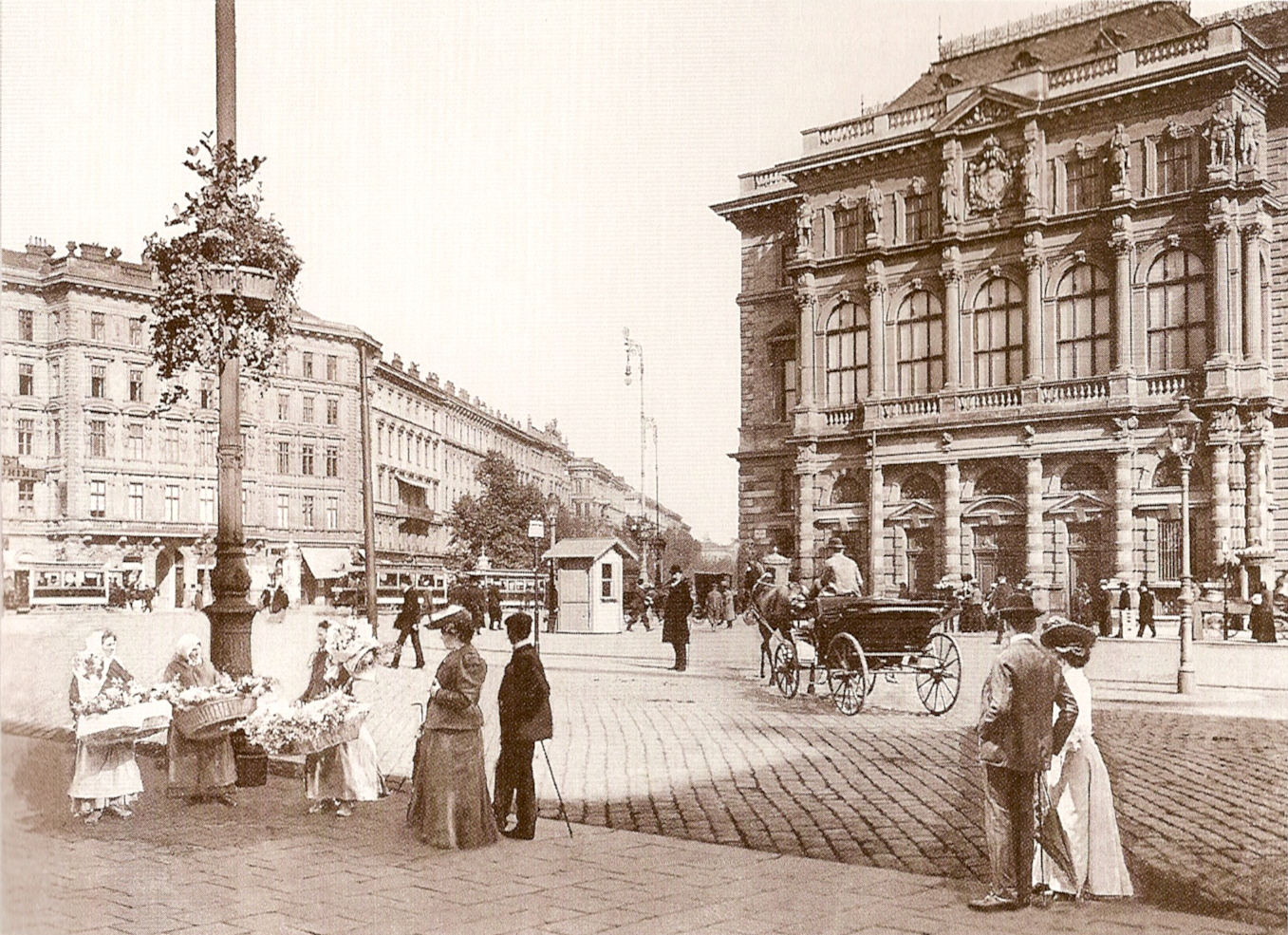
A Lajos Viktor főhercegi palota 1900 körül
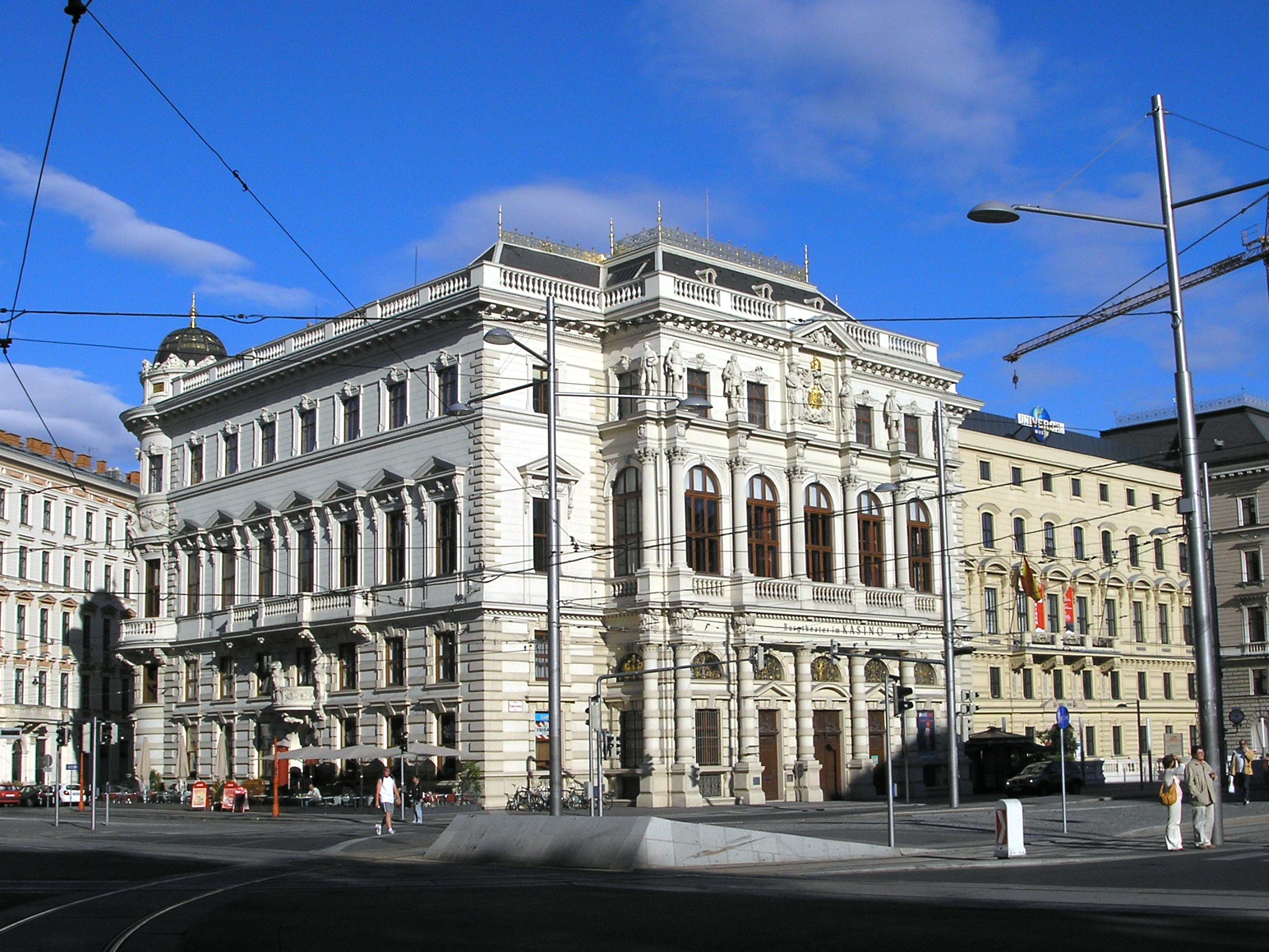
A palota 2006-ban, mint Burgtheater im Kasino.
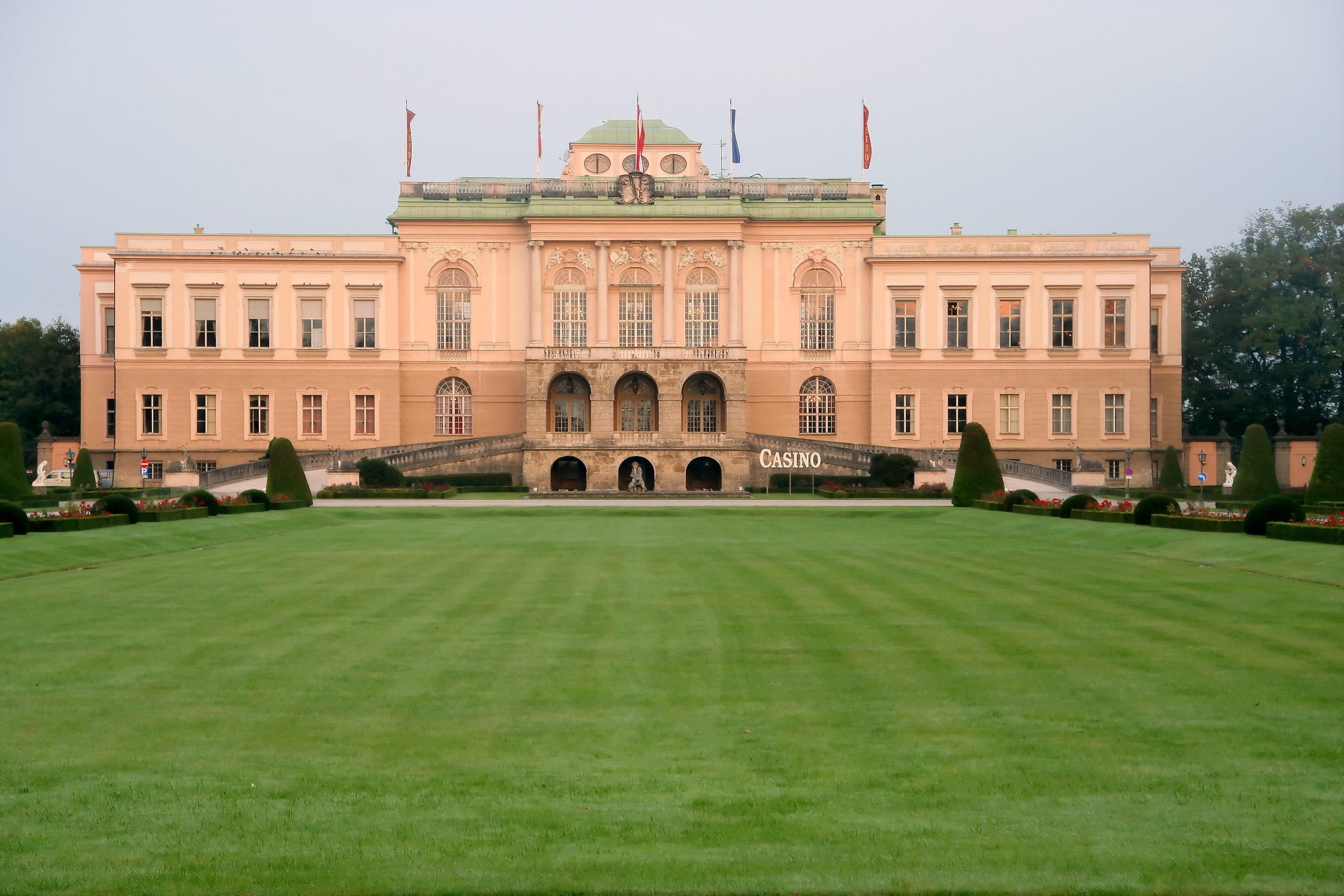
Lajos Viktor lakóhelye, a klessheimi kastély

### Botrányos magánélete
[elfogult]

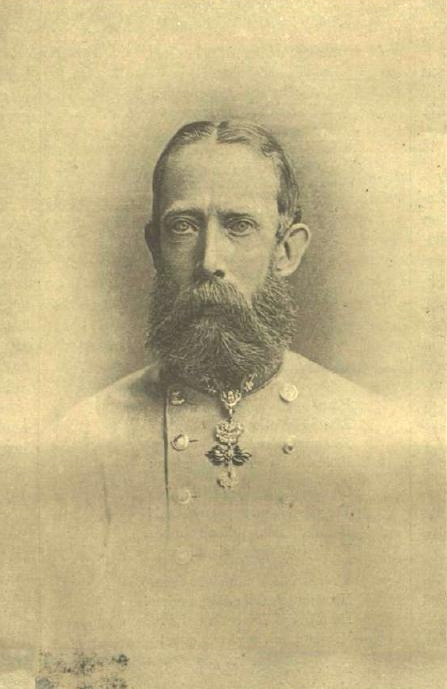
Lajos Viktor

Lajos Viktor gátlástalan szabadszájúsága, botrányos viselkedése és eleinte titkolni próbált melegviszonyai egyre nagyobb gondot okoztak a szigorúan katolikus és konzervatív császári családnak. Szokásai nagy megütközést keltettek az udvari társaságban, ennek nyomán a „Luziwuzi” (ejtsd „Lucivuci”) gúnynevet ragasztották rá. Baráti köre is így hívta. Sógornője, Erzsébet császárné leplezetlenül hangot adott Lajos Viktor iránt érzett megvetésének. Elmebetegnek tartotta sógorát (ezzel a vélekedéssel nem állt egyedül a családban), és azzal is megvádolta, hogy szándékosan gerjeszt nyugtalanságot és veszekedést az uralkodó családon belül. Ferenc József azonban nem engedte, hogy testvéröccsét elmebetegként kezelésnek vessék alá.
Amikor kitudódott, hogy a magas rangú tábornokként férfi alárendeltjeit szexuálisan zaklatja, és fiatal tiszttársait igyekszik elcsábítani, de közemberekkel, kocsisokkal és szolgákkal is viszonyt létesít, kétségbeesett szülei és testvérei igyekeztek elejét venni legalább a nyilvános botránynak. Feljegyezték, hogy egyszer maga Ferenc József is gúnyos megjegyzésre ragadtatta magát az öccsére panaszkodók jelenlétében: „Adjatok mellé egy balerinát segédtisztnek, annak nem lesz semmi baja”. Lajos Viktort gyakran küldték el Capriba, igen hosszú üdülésekre, ezzel próbálták távol tartani a bécsi homoszexuális miliőtől. A cenzúra biztosította, hogy a császár öccsének külföldi afférjairól az osztrák újságolvasók ne szerezhessenek tudomást.
A főherceg szeretett nyilvánosan női ruhákban megjelenni, az ebből származó botrányos eseteket – a szigorú sajtócenzúra ellenére – egyre kevésbé lehetett leplezni. Amikor azonban a bécsi Weihburggassén lévő Zentralbad közfürdőben (ma Kaiserbründl), verekedésbe keveredett a fürdő férfi vendégeivel, botrányai nem voltak tovább tussolhatók, mivel főhercegi rangjához méltatlan viselkedése súlyosan károsította az uralkodóház tekintélyét.
Császári bátyjának, Ferenc Józsefnek határozott utasítására Lajos Viktornak el kellett hagynia Bécset, és végleg Salzburgba kellett távoznia. Ugyanide volt már „száműzve” nagyapjuknak, Ferenc császárnak özvegye is, Karolina Auguszta volt császárné, akinek jelenléte az uralkodó család tagjai, mindenekelőtt a domináns Zsófia főhercegné számára nem volt kívánatos.

### A császári és királyi 65. Lajos Viktor gyalogezred
Az 1860. február 1-én alakult, magyarországi kiegészítésű császári-királyi, majd 1889-től császári és királyi 65. Lajos Viktor gyalogezred a főhercegről kapta a nevét, ő lett az ezred tulajdonosa. Ennek az ezrednek az I. és III. zászlóalja Miskolcon, a Rudolf főhercegről elnevezett Rudolf-laktanyában (az I. világháború után Bocskai-laktanya), II. zászlóalja Munkácson, IV. zászlóalja pedig Besztercebányán állomásozott.

### „Salzburg jótevője”

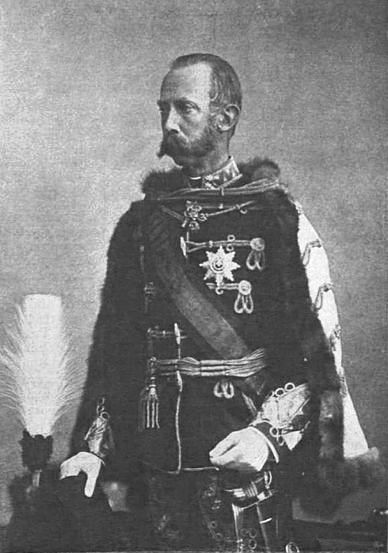
Lajos Viktor főherceg

Öccse hivatalos lakóhelyéül Ferenc József a Salzburg közelében fekvő klessheimi kastélyt (Schloss Klessheim) jelölte ki, amelyet 1866-ban neki is ajándékozott. Lajos Viktor a klessheimi kastélyt saját ízlése szerint átépítette, kibővítette, és itt élt haláláig. Újabb építkezésekbe is fogott: Mivel az óriási méretű barokk kastélyt télen nem lehetett kifűteni, emiatt a főhercegnek telente nagyanyjához, Karolina Auguszta özvegy császárnéhoz kellett beköltöznie, a salzburgi volt hercegérseki palotába (Salzburger Residenz). E tarthatatlan állapot megszüntetésére 1879-ben Heinrich von Ferstel a klessheimi kastély parkjában megépíttette a Kavaliershaus nevű kisebb palotát, a főherceg téli szállásául. A klessheimi kastély parkjában álló, Johann Bernhard Fischer von Erlach által tervezett másik palotácskát a főherceg elnevezte „Hoyos-Schlössl”-nek, saját adjutánsáról, akinek ott volt a szállása.
Nagyvonalúan támogatta Salzburg város művészeti iskoláit. Sok pénzt adott jószolgálati célokra, jelentős adományokkal támogatta a képzőművészeti kiállításokat. A salzburgi Művészegylet (Salzburger Kunstverein) mecénása volt. Amilyen népszerűtlen volt Bécsben, olyan közkedvelt személlyé vált Salzburgban, távol az udvari intrikáktól. 1899-ben Salzburgot súlyos árvízkatasztrófa sújtotta, házak dőltek romba, sok lakos vált földönfutóvá. A főherceg megnyitotta kastélyát és parkját a nélkülözők befogadására, és nagy összegeket adományozott a város újjáépítésére, a károsultak megsegítésére. A szociális felelősséget érző, nagyvonalú arisztokrata példaképévé vált. A városi tanács, köszönete és hálája jeléül, már 1873-ban a polgárváros legszebb terét, az Ópiacot (Alter Markt) Lajos Viktor térre (Ludwig-Viktor-Platz) keresztelték át. A tér nevét még a Monarchia széthullása után is megtartották, egészen 1927-ig. 1901-ben, amikor a város ünnepélyesen megemlékezett a főherceg első idelátogatásának 40. évfordulójáról, az újonnan épített Leheni hídnak (Lehener Brücke) Lajos Viktor főherceg nevét adták.
1895-ben a császár enyhített a szigorú száműzetésen, és időnként megengedte öccsének, hogy részt vehessen a közéletben. 1895-ben Lajos Viktor főherceg részt vehetett II. Miklós orosz cár koronázási ünnepségein Szentpétervárott (kíséretéhez tartozott többek között Lónyay Elemér magyar herceg, császári kamarás és diplomata is). 1896-ban a császár kinevezte Lajos Viktort elhunyt fivérüknek, Károly Lajosnak helyére az Osztrák Vöröskereszt felügyelőbizottságának élére (védnökhelyettes).

### Utolsó évei
Élete utolsó éveiben szellemi zavarodottságának jelei megsokasodtak, az elmebaj elhatalmasodott rajta. Visszavonultan élt szeretett klessheimi kastélyában, itt hunyt el 1919. január 18-án, 76 éves korában. Klessheim mellett, a siezenheimi temetőben nyugszik. Síremlékére nem vésték rá a nevét, csak egy önigazolást kereső, német nyelvű versikét: ()
| „          | Meinem Kaiser (Franz Josef) Dank! Die Seele Gott – in Buss’ und Reue, Der starren Erde meine Hülle. – Dafür, was sie mir einst im Leben, Den Dankesgruss an meine Freunde, Und all den Blinden mein Vergeben, Die, – unverdient, mir etwa Feinde. | ” |
| – Névtelen | |   |

Hevenyészett magyar fordításban: „Császáromnak (Ferenc Józsefnek) köszönetemet! / Istennek lelkemet – megbánással és bánattal, / A kemény földnek porhüvelyemet. / Üdv és köszönet barátaimnak, / azért, amit egykor az életben nekem jelentettek, / és megbocsátok azoknak, kik vaksi szemmel / ellenségeim voltak, mit nem érdemeltem.”
A klessheimi kastélyt az örökösök 1921-ben eladták az osztrák államnak. Ausztria német megszállása (1938) után Adolf Hitler birodalmi vezér és kancellár használta hivatalos fogadások és tárgyalások céljára, amikor a közeli Obersalzbergen álló magánházában, a Berghofban (a „Sasfészekben”) tartózkodott. Itt, Klessheimben fogadta több alkalommal Horthy Miklós kormányzót is, utoljára az 1944. március 19-ét, Magyarország német megszállását közvetlenül megelőző napokban, amikor gyakorlatilag elvágta őt a külvilágtól, hogy ne tehessen ellenlépéseket. A kastélyban ma egy kaszinó és állami tanintézetek működnek.